# Albert Hermann Dietrich
Pour les articles homonymes, voir Dietrich.
Albert Hermann Dietrich (né à Meißen le 28 août 1829 – mort à Berlin le 20 novembre 1908), est un compositeur et chef d'orchestre saxon, surtout connu pour son amitié avec Johannes Brahms.

## Œuvres

### Musique de chambre
- Sonate pour violoncelle et piano, opus 15.
- Trio avec piano, opus 9.
- Trio avec piano, opus 14.
- 1er mouvement Allegro de la sonate F.A.E (une composition collective avec R. Schumann et J. Brahms, 1853).

### Orchestre
- Symphonie en ré mineur, opus 20.
- Introduction & Romance, opus 27. Pièce de concert pour cor et orchestre.
- Concerto en ré mineur pour violon et orchestre, opus 30.
- Concerto pour violoncelle et orchestre, opus 32.
- Ouverture en ut majeur, opus 35.

### Opéra
- Robin des Bois (de), opéra en 3 actes, opus 34.
- Das Sonntagskind, opéra.